# Ophiomyia vitiosa
Ophiomyia vitiosa är en tvåvingeart som beskrevs av Spencer 1964. Ophiomyia vitiosa ingår i släktet Ophiomyia och familjen minerarflugor.
Artens utbredningsområde är Österrike. Inga underarter finns listade i Catalogue of Life.